# Olivier Gabirault
 (janvier 2013).
Si vous disposez d'ouvrages ou d'articles de référence ou si vous connaissez des sites web de qualité traitant du thème abordé ici, merci de compléter l'article en donnant les références utiles à sa vérifiabilité et en les liant à la section « Notes et références ».
Olivier Gabirault est un homme politique centrafricain, né le 18 février 1947 à Ouango (Oubangui-Chari).

## Biographie

### Formations et diplômes
Olivier Gabirault est diplômé de l'École Nationale d'Administration et de Magistrature de Centrafrique, de l'Institut des Hautes Études Internationales de l'Université Panthéon-Assas Paris II. Il est également titulaire du Diplôme Universitaire de 3e cycle de Droit et d'Économie Immobiliers de l'Université Panthéon-Assas Paris II (Centre d'Études et de Recherches sur la Construction, l'Urbanisme et le Logement (CERCOL). Il a par ailleurs suivi une formation en productivité à l'Université d'État de Géorgie à Atlanta (États-Unis d'Amérique).
Dans le domaine de l'enseignement
De 1972 à 1974, Olivier Gabirault a été membre du Conseil d'Administration de l’École Inter-États de Travaux Publics de N'Djaména (Tchad), de 1982 à 1996 professeur vacataire à l’Université de Bangui en Droit de la Construction, cédant la totalité de ses honoraires pendant cette période aux étudiants pour les aider dans leurs nombreuses difficultés. Il a parallèlement dispensé le Droit de l’Urbanisme et de l’Aménagement à l’École Nationale d’Administration et de Magistrature au cours de la même période, ensuite en 2008. Par ailleurs, en 1987, il est membre du Jury du Diplôme de l'E.A.M.A.U (École africaine des métiers de l'architecture et de l'urbanisme) de Lomé, au Togo.

### Politique
À l'Assemblée Nationale centrafricaine (1987-1993)
Élu député de la ville de Bangui en 1987, et après avoir suivi une formation parlementaire au Palais Bourbon (Assemblée Nationale française), il a été par la suite chargé d'encadrer ses collègues centrafricains de la législature 1987-1993.
Il a été de 1987 à 1993, Vice-président de la Commission Parlementaire Économie et Finances et Rapporteur Général du Budget de l’État. Il a également été Rapporteur Général du Congrès Parlementaire (Assemblée Nationale et Conseil Économique et Régional). Premier Vice-président de l'Assemblée Nationale centrafricaine en 1991 et Rapporteur Général du Budget de l'État, il établit un rapport demandant à l'Assemblée Nationale le rejet de la loi des finances de cette époque, pour n'avoir pas suffisamment pris en compte les préoccupations quotidiennes de la population. Le rejet de la loi des finances qui a été noté pour la première fois dans l'histoire du parlement centrafricain, a permis en seconde lecture d'y faire insérer le déblocage partiel des salaires pour la période de 1981 à 1985, stade auquel il est resté encore à ce jour, le calcul des pensions des fonctionnaires et agents de l'État sur la base de leurs derniers avancements.
Toujours comme Rapporteur Général du Budget de l'État, ses rapports, interventions, amendements ont fait modifier 27 projets de textes sur les 32 présentés par le Gouvernement au cours de la législature 1987-1993, un exemple parmi d’autres étant la suppression du quitus de voyage en 1989, jugé selon lui comme une forme d'entrave à la liberté d'aller et venir du citoyen. 
Il a été élu, réélu plusieurs fois Membre du Bureau de l'Assemblée Nationale de 1987 à 1991 et Premier Vice-Présent de l'Assemblée Nationale de 1990 à 1991.
Au Congrès parlementaire
Au Congrès Parlementaire (Assemblée Nationale + Conseil Économique et Régional), il a été le seul député à voter contre la première modification constitutionnelle de mars 1991, pour n'avoir pas introduit la démocratie et le multipartisme. C’est à l’occasion d’une seconde modification constitutionnelle en avril 1991, dictée par la pression de la rue que  la démocratie et le multipartisme ont finalement été introduits en Centrafrique.
Estimant par ailleurs qu'un régime au pouvoir, candidat à sa propre succession ne peut être juge et partie en organisant tout seul les élections présidentielles et législatives, il a proposé en juillet 1992 l’insertion dans le code électoral de dispositions concernant la création d’une Commission Électorale Mixte Indépendante). Cette proposition a été rejetée.

### Action pour sauver le pays d'un risque de conflagration nationale
Face à une impasse politique dangereuse que la République Centrafricaine a connue, consécutive à l'échec des élections présidentielles, législatives du 25 octobre 1992, à la double vacance des pouvoirs exécutif et législatif, aux grèves ayant paralysé tous les secteurs, à l'hésitation du pouvoir de convoquer le corps électoral, à la faiblesse de l'opposition, au profond désaccord en son sein, et afin d'éviter une conflagration nationale au pays, Olivier Gabirault a pris l'initiative de réunir l'ensemble des forces vives de la nation. Il a par ailleurs fait associer la Ligue Centrafricaine des Droits de l'Homme (dirigée à l'époque par Nicolas Tiangaye) à cette rencontre tenue le 19 mai 1993, à l'issue de laquelle l'Union des Forces Acquises au Changement (UFAC) a été créée, ayant pour objectif d'amener le pouvoir à convoquer le corps électoral.
Il a dirigé l'ensemble des forces vives de la nation rassemblées dans cette structure du 19 mai 1993 au 19 juin 1993, date à laquelle le corps électoral a été convoqué sous la pression de celle-ci, l'action de l'UFAC ayant permis non seulement d'éviter une conflagration nationale, mais des élections apaisées en 1993,gérées par une Commission Électorale Mixte Indépendante mise finalement en place.
À l'Assemblée Internationale des Parlementaires de Langue Française (AIPLF)
- Président de la section centrafricaine de l'A.I.P.L.F (1990-1993)

De 1990 à 1993, Olivier Gabirault a été élu Président de la Section Centrafricaine de l'Assemblée Internationale des Parlementaires de Langue Française (A.I.P.L.F), qui deviendra l'Assemblée parlementaire de la francophonie.
- Pour la création de TV5 Afrique

À ce titre, il a présidé en mars 1991 à Bangui, la réunion de la Commission Internationale des Affaires Culturelles de l'A.I.P.LF pour la création de la chaîne de télévision francophone TV5 Afrique.
- Chargé de mission Afrique de l'AIPLF

Il a présidé la rencontre de concertation des Présidents des sections africaines de l'A.I.P.L.F pour discuter de l'accession de l'Afrique aux instances internationales de l'organisation à l'occasion de sa XVIIe Assemblée Générale prévue en mai 1991 à Ottawa (Canada). Désigné à l'issue de cette réunion par ses collègues comme Chargé de Mission Afrique pour coordonner les candidatures africaines au poste de Président de l'A.I.P.L.F occupé jusque-là par l'Europe et l'Amérique du Nord, ses démarches ont fait non seulement éviter au continent de se présenter à cette élection en ordre dispersé, mais permis pour la première fois à un Africain d'accéder à la tête de l'organisation. C'est le Président de l'Assemblée Nationale du Gabon de l'époque, lui-même Président de la section gabonaise de l'A.I.P.L.F qui a été élu à ce poste.
Représentation comme membre du bureau international de l'AIPLF
Comme Membre du Bureau International de l'A.I.P.L.F, il a représenté l'organisation dans diverses instances internationales (Symposium Mondial sur la Démocratie au Québec en 1992, Sommet Mondial sur l'Environnement à Rio de Janeiro au Brésil en 1992, Rencontre de Paris en novembre 1992 avec Son Excellence Madame Catherine Tasca, Secrétaire d'État à la Francophonie et aux Relations culturelles extérieures, auprès du Ministre des Affaires étrangères, Présidente de la Conférence Ministérielle de la Francophonie, pour des discussions au sujet de l'institutionnalisation de l'A.I.P.L.F comme volet parlementaire de la Francophonie, en prévision du Sommet des Chefs d'État et de Gouvernement prévu en 1993 à l'île Maurice.
Chef de Délégation de parlementaires africains en Europe
En qualité de Chef de délégation de Parlementaires africains en tournée en Europe et en Amérique du Nord dans le cadre du processus de démocratisation du continent, Olivier Gabirault a pris la parole en novembre et décembre 1992, respectivement devant le Président du Sénat français (René Monory), le Gouverneur du Québec (ancien Président de l'A.I.P.L.F), à l'occasion des réceptions officielles offertes par le Sénat canadien, l'Assemblée Nationale du Québec, la section française de l'A.I.P.L.F.
Président de la commission internationale Coopération et développement
Il a été élu en mars 1993 Président de la Commission Internationale Coopération et Développement de l'A.I.P.L.F. Il a été décoré Officier dans l'Ordre de la Francophonie en mars 1993, peu de temps avant son entrée au Gouvernement en Centrafrique.
Ministre des transports, travaux publics, de l'habitat et aménagement du territoire
De 1993 à 1995, Olivier Gabirault a été Ministre des Transports, Travaux Publics, de l'Habitat et de l'Aménagement du Territoire. Un sondage d'opinions indique la satisfaction de la population sur les actions menées par ce dernier à 86,31 %. Par ce sondage, la population l'a jugé comme un Ministre exemplaire, dynamique, organisateur, ayant fait beaucoup de réalisations.

### Transports et travaux publics
Dans le domaine des transports et des travaux publics, il a mené une politique de désenclavement intérieur et extérieur de la République Centrafricaine. Cette politique a eu pour but d'assurer l'ouverture de la République Centrafricaine sur l'Europe, l'Afrique d'une manière générale, l'Amérique et l'Asie. Elle s'est traduite par des négociations en 1994 ayant permis la desserte aérienne du pays par les compagnies Royal Air Maroc, Ethiopian Air Lines, quelques années plus tard .Parallèlement, des négociations d’accords pour la constitution de zones franches ont été menées avec le Bénin (port et aéroport), l’Afrique du Sud, le Congo Brazzaville pour le port de Pointe Noire etc.
Des négociations menées avec le Japon ont abouti à la signature en 1994 d’une convention de financement du bitumage de la voie d’accès du pays à la mer par le Cameroun, à travers la frontière Garoua-Boulaï. L'ouverture d'une voie routière reliant la République Centrafricaine au Congo à travers leurs villes frontalières respectives Mongoumba et Bétou a été réalisée le 1er avril 1994, dans la perspective d’un projet de voie Bangui-Brazzaville. La connexion de la République Centrafricaine au Soudan dans la perspective de la  transafricaine Mombassa (Kenya) à Lagos (Nigéria) passant par la République Centrafricaine a été programmée avec un début de réalisation à Obo. 
Des travaux ont été entrepris simultanément  dans le cadre d'un programme d'urgence de réfection sur  plus de 4 000 km du réseau routier prioritaire dans cinq  zones du pays (Est, Ouest, Centre, Nord, Nord- Ouest, Ouest) et 1 800 km de pistes d'interface. La construction et la consolidation de 23 ponts présentant des risques, ont été entreprises. 
La dégradation poussée des routes bitumées (Ouest, Sud, centre Nord) a également fait l'objet de travaux de réhabilitation et de renforcement.

### Office National du Matériel et des travaux publics (O.N.M)
Dans le cadre de la mise en place d’une politique de privatisation de l'entretien routier, des négociations menées avec le Japon ont abouti à la signature en 1994 d'une convention d’une importante aide en matériel des travaux publics, sur la base de laquelle s’est appuyée l’initiative de la création de l'Office National du Matériel (O.N.M). Cette structure a pour double but d'aider les petites et moyennes entreprises à louer du matériel et permettre par les produits de cette opération d'alimenter le Fonds Routier appelé à financer les travaux routiers.

### Habitat et aménagement du territoire
L’urbanisation anarchique à l’origine de la prolifération de quartiers inorganisés, insalubres, sous-équipés, le déficit quantitatif, qualitatif et cumulatif en matière de logement, l'absence d'institution de production et de financement dans ce domaine, le défaut ou l'insuffisance de ressources du plus grand nombre, la caducité des documents de planification urbaine etc. nécessitaient un début d'actions et des directives claires pour commencer à mettre en place une politique de l'habitat afin de corriger une situation remontant à plusieurs décennies.

### Fonds d'aménagement et d'équipement urbains (F.A.E.U)
Les premières actions ont porté sur la création d'un Fonds d'Aménagement et d'Equipement Urbains (F.A.E.U), l'ouverture par étape de voies de desserte des quartiers avec la programmation de l'indemnisation de 20 613 maisons implantées dans l'axe de 672 km de voies urbaines projetées, à raison d'une moyenne de 150 maisons par an., la mise en place de l’auto-construction assistée devant permettre de faire réaliser des logements passant progressivement du stade traditionnel au semi-moderne et moderne, l'aménagement foncier à Bangui dans les zones d'extension future de la ville, la construction, l'aménagement de marchés modernes dans la capitale, l'étude de nouveaux documents de planification urbaine, l'étude du développement de pôles urbains en vue du rééquilibrage physique du territoire etc.

## Maire de la Ville de Bangui
Olivier Gabirault a été Maire de la ville de Bangui de 1995 à 1997.
Face à la situation préoccupante de la Mairie de Bangui à sa prise de fonction en 1995 se résumant par des problèmes entiers  d’ordre institutionnel, humain, urbanistique, matériel, relationnel, de gestion etc., il a fondé ses actions sur les maîtres mots ci-après : lisibilité de l’action municipale, intérêt général, autonomie municipale, dialogue et concertation.

### Organisation administrative, financière, technique de la mairie
Autour de ces maître mots, des actions d’organisation sur le plan de la gestion administrative, technique, financière ont été entreprises. Dans le cadre des mesures concernant la gestion financière, les fonctionnaires du Trésor public affectés à la Recette Municipale et les agents municipaux auteurs de malversations ont été arrêtés, poursuivis, remplacés. Un audit et une enquête ont été demandés à l’Inspection Générale d’État, en vue d’un ensemble de recommandations précises, très fermes, des contrôles stricts et réguliers de la gestion financière de la Mairie.
Des réquisitions ont été régulièrement adressées au Receveur Municipal (fonctionnaire détaché à la Mairie) pour exiger de lui qu'il remplisse sa mission en conformité avec les règles du droit les plus élémentaires. Par souci de transparence, une commission a été créée, composée des représentants du syndicat, des délégués du personnel, des fonctionnaires du Trésor Public détachés à la Municipalité, chargée de programmer les dépenses en fonction des recettes journalières sur lesquelles un droit de regard lui est reconnu.
Le renforcement des capacités financières de la Mairie a été recherché par une enquête d’identification des redevables des différentes taxes communale, ce qui a abouti à la constitution d’un véritable registre fiscal. La commune de Bangui a disposé ainsi pour la première fois d’un tel outil de recouvrement, de contrôle des collecteurs, de suivi des contribuables, des régies de recettes, d’émission systématique de titres de recettes, de suivi des encaissements.
Sur le plan administratif, les habitudes et errements au sein de cette institution, qui ne correspondaient pas aux contraintes d’une époque moderne ont été combattus par la mise en place d’un Règlement Intérieur d’Organisation par arrêté municipal, lequel a clarifié sans ambiguïté le rôle de chaque entité et de chacun dans le fonctionnement de l’institution. Un nouvel Organigramme des services municipaux a été mis en place, favorisant la responsabilité des chefs de service et des agents, privilégiant l’organisation des ressources, qu'elles soient financières ou humaines.
Les mesures très sévères (arrestations immédiates, poursuites judiciaires, licenciements) ont dissuadé considérablement la délivrance, la légalisation de faux documents par la complicité des agents municipaux. Le dialogue et la concertation ont permis aux syndicats et délégués du personnel d’être associés systématiquement à la gestion dans tous les domaines.

### Assainissements, infrastructures, création du quartier pilote
Des travaux d'assainissement, de drainage, de construction, d'aménagement de marchés modernes dans le centre-ville et dans les différents quartiers de Bangui ont été entrepris. La réalisation d'un quartier pilote (Kpetene), site choisi pour des raisons techniques, notamment sa proximité du fleuve et la direction des eaux de pluie coulant des montagnes pour se déverser dans ce cours d'eau.
L'opération a consisté à réhabiliter complètement cette zone de 8 000 habitants par l'ouverture de voies, le drainage, le déclassement avec un maximum de concertation, le recalibrage et modification du tracé des voiries.
L'équipement de distribution d’eau, d’éclairage public, de terrains de sport, de verdure etc. y était également prévu. Cette opération qui n’a pas été entièrement terminée avec l'ensemble des équipements, devrait être finalisée par le baptême des rues, la numérotation des maisons, l’établissement d’une cartographie, le recensement de la population. La Mairie entendait se servir de ce prototype pour traiter ainsi tous les autres quartiers.
L'opération a été financée par la coopération française à la hauteur de 500 Millions CFA et sa réussite a permis l’examen rapide et favorable d’une nouvelle demande de la Mairie d’un montant trois fois plus élevé pour sa poursuite. La convention de financement de la poursuite de l'opération a été signée en mai 1997, deux mois avant le départ de Monsieur Olivier Gabirault de la Mairie de Bangui. D'importants travaux d'assainissement par la créateur d'un collecteur d'eau de plus de près de 2 km ont été effectués à Malimaka, indépendamment de Mamadou Mbaïki (KM5). Les fonds obtenus de la négociation objet de la signature de la convention de juillet 1997 ont permis à la Mairie de poursuivre, quelques années après l'assainissement des quartiers Gbakondja, Yapélé.

### Président de l'Association des Maires de Centrafrique
Président de l’Association des Maires de Centrafrique, Olivier Gabirault a non seulement organisé la rencontre des maires à Bangui en 1996 pour débattre des problèmes des différentes municipalités du pays, mais a proposé par la suite aux bailleurs de fonds le financement d’un projet intitulé MIACOM (Mission d’Assistance aux Communes) devant assurer la réalisation de travaux d’aménagement dans les différentes communes du pays. Ce projet était très avancé avant le départ de l’intéressé de la Mairie.

### Actions pour la paix aux côtés d'Amadou Toumani Touré
Olivier Gabirault a par ailleurs pris très activement part dans les négociations pour la restauration de la paix en République Centrafricaine aux côtés de Son Excellence Amadou Toumani Touré, à l’époque Président du Comité International de Suivi des Accords de Bangui, dans le cadre des crises armées que le pays a connues en 1996 et 1997.
Le Président Amadou Toumani Touré a témoigné par écrit, sa satisfaction pour cette précieuse collaboration, en lui adressant ses « sentiments de profonde reconnaissance ainsi qu’un tribut d’hommage à la hauteur de ses grands mérites.
Au moment de quitter la Mairie de Bangui, Olivier Gabirault a demandé, ce qui est rare, qu'une vérification soit faite sur sa gestion au sein de cette institution, requête à laquelle l'Inspection Générale d'État a répondu que l'initiative d'un tel contrôle appartient seulement au Président de la République.

## Expertise
Expert au cabinet du Ministre de l'Urbanisme et des édifices publics
Affecté au Cabinet du Ministre de l'Urbanisme et des Édifices Publics de 1997 à 2000 (sans bureau ni activités), Olivier Gabirault a demandé sa mise en disponibilité de la fonction publique centrafricaine en 2000.
Expert des Nations unies (2000)
Olivier Gabirault a été peu de temps après sa mise en disponibilité, Consultant des Nations unies dans le cadre de l'appui à l'élaboration d'une stratégie nationale de l'habitat en République Centrafricaine.

## Autres
Vice-Président du Comité de suivi du Dialogue National (2003)
Installé au Congo-Brazzaville en 2000, Olivier Gabirault a été invité en 2003 au Dialogue National comme Représentant de la Diaspora Zone Afrique. Élu Vice-président du Comité de Suivi des Actes du Dialogue National en novembre 2003, il démissionne de ce poste en décembre 2005, reprochant au pouvoir son manque de volonté dans l'application des actes du forum.
Candidat à la Présidence de la République (mars 2005)
Le parti Alliance pour la démocratie et le progrès (A.D.P) le fait entrer dans ses rangs en décembre 2004 et le présente aux élections présidentielles de mars 2005. Son dossier de candidature a été parmi ceux qui ont fait couler beaucoup d'encre sur le plan national et international, car rejeté arbitrairement par les autorités centrafricaines. Sa candidature n'a été réhabilitée que tardivement, grâce à la médiation du défunt Président du Gabon, Omar Bongo. Il obtient ainsi 0,66 % de voix au premier tour.
Sans faire de recours, Olivier Gabirault apaise ses partisans pour éviter des manifestations. Il ironise néanmoins en faisant remarquer que presque partout, dans des centres où il y a pourtant ses représentants et même là où sa famille et lui-même ont voté, il a obtenu zéro voix.
Président du Parti ADP
Les militants de l'A.D.P  le portent en septembre 2005 à la tête du parti comme Président. Non seulement il le réorganise, le rajeunit, le fait renaître, mais entreprend la formation des militants à l'esprit de civisme et de citoyenneté. L'A.D.P devient de plus en plus actif par ses analyses, critiques, propositions et prises de position sur toutes les grandes questions de la nation. Le parti propose à partir du mois d'octobre 2005 la tenue d'un Dialogue Politique Inclusif sur la crise centrafricaine.
Vice-Président du Présidium du Dialogue politique inclusif (2008)
Dans le cadre d'un rassemblement avec les autres partis politiques de l'opposition dénommé Union des Forces Vives de la Nation (U.F.V.N), il participe à la rédaction d'un Mémorandum en juin 2006 exigeant la convocation du Dialogue Politique Inclusif. Ce Dialogue n'a finalement été convoqué qu'en décembre 2008.
Les leaders des partis politiques regroupés dans l'Union des Forces Vives de la Nation le désignent comme Vice-président du Présidium du Dialogue Politique Inclusif de 2008 aux côtés du Président Pierre Buyoya, ancien Chef d’État du Burundi, Président du Présidium.
De l’étranger, il démissionne du parti A.D.P en 2010, à cause d’une déviation de ligne politique et d'une alliance jugées contraires à la recherche de l’intérêt national. 
Président de l'Association Centrafrique Demain (ACD)
Désormais Personnalité Politique Indépendante, il est Président de l'Association Centrafrique Demain (ACD), structure d'éducation au civisme, à la citoyenneté et au développement des populations centrafricaines.
Dirigeant du domaine sportif
Olivier Gabirault a été Vice-président du club Harlem Black Stars en 1974, Président de la Fédération centrafricaine de football, Président de l'Union des Fédérations de Football de l'Afrique Centrale (UNIFAC) de 1984 à 1986. Il a été parallèlement Vice-président du Comité National Olympique et Sportif Centrafricain (CNOSCA), Président de la Commission Nationale du Fair Play du Comité National Olympique et Sportif Centrafricain au cours de la même période. Déclaré meilleur dirigeant sportif en 1985, il a été récompensé par une coupe du "Flair Play" du Comité National Olympique et Sportif Centrafricain avant d'être décoré plus tard par le Gouvernement en 1996 de la médaille du mérite sportif centrafricain.
Il s’est attelé à assainir le milieu du football, structurer cette discipline par la mise en place d’une pépinière de joueurs (minimes, cadets, juniors) pour viser l’avenir, sensibiliser les sportifs sur la base d’un slogan, un défi : « Pas de défaite en Centrafrique ». Ce pari s'est réalisé car ses premières actions ont commencé à enregistrer de premières victoires contre le Soudan, l’Égypte, un match nul contre le Cameroun (Canon de Yaoundé du temps du célèbre joueur Théophile Abega).

## Distinctions
- 1991 : Officier de l’Ordre de la Pléiade (Ordre de la Francophonie)[17]
- 1994 : Commandeur de l’Ordre du Mérite centrafricain décerné par le Président de la République
- 1996 : Mérite Sportif centrafricain décerné par le Gouvernement.

## Publications
- Les études économiques de la rentabilité des routes (fin du cycle de l’ENA en 1971)
- La représentation des États dans leurs rapports avec les organisations internationales (fin du cycle de l’Institut des Hautes Études Internationales de l’Université Panthéon-Assas Paris II en 1978)
- L’urbanisation incontrôlée de Bangui et ses conséquences en matière de logement (problèmes et solutions) (fin du cycle du Centre d’Études et de Recherches sur la Construction, l’Urbanisme et le Logement pour l’obtention du diplôme universitaire de 3e cycle de droit et d’économie immobiliers de l’Université Panthéon-Assas Paris II en 1980 (sujet soutenu avec la mention Excellence)[18]
- La place du chrétien dans la vie politique, Éditions Dictus Publishing, 2012.